# Agudas Israel (Letònia)
Agudas Israel va ser un partit polític de Letònia en el període d'entreguerres. Principalment per als jueus ortodoxos, ja que era el més conservador dels partits jueus al país, va tractar de limitar el poder dels monopolis estatals. Va ser dirigit per Mordehajs Dubins.
El partit va participar per primera vegada a les eleccions nacionals de 1922, quan va guanyar dos escons en el Saeima que va conservar a les eleccions de 1925, però es va reduir a un escó en les de 1928. A les eleccions de 1931 va tornar el partit a guanyar dos escons.